# ذات الحلق

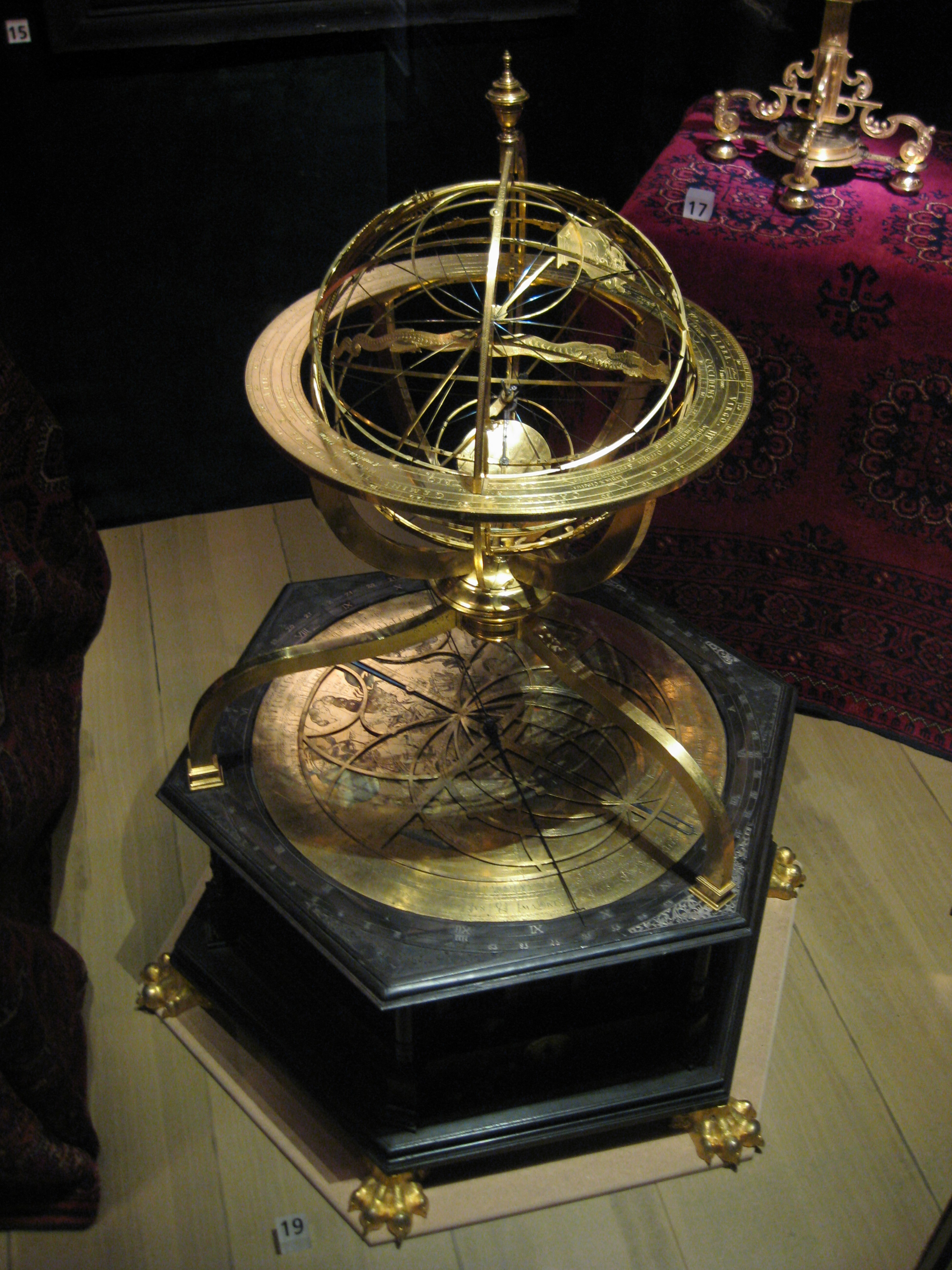
آلة ذات الحلق ذات ساعة فلكية، مصنوعة عام 1585 في كاسل، موجودة الآن في ستوكهولم.

المُحَلَّقة أو ذات الحلق، المعروفة أيضًا باسم باسم الإسطرلاب الكروي، هي نموذج للأجرام في السماء (على القبة السماوية)، تتكون من إطارات حلقية تتمحور حول الأرض أو الشمس، والتي تمثل خطوط الطول والعرض السماوية وغيرهما من السمات الفلكية الهامة، مثل مسار الشمس. وعلى هذا النحو، فإنها تختلف عن الكرة السماوية، التي هي كرة ناعمة هدفها الرئيسي هو رسم خريطة للكوكبات النجمية. اختُرعت الأداة بشكل منفصل في اليونان والصين القديمتان، واستُخدمت لاحقًا في العالم الإسلامي وأوروبا العصور الوسطى.
مع وجود الأرض في مركزها، تعتمد أداة ذات الحلق على نموذج مركزية الأرض لبطليموس. لكن مع وجود الشمس في مركزها، فهي تعتمد على نموذج مركزية الشمس لكوبرنيكوس. 
تظهر ذات الحلق على علم البرتغال وعلم شعارات النبالة البرتغالية، المُرتبطة بالاكتشافات البرتغالية خلال عصر الاستكشاف. كما تظهر الأداة على علم إمبراطورية البرازيل.

## فكرتها
تعد ذات الحلق نوعًا من أنواع الأسطرلاب، وهي ساعة فلكية تم اختراعها واستخدامها بطريقة معينة بحيث يتم فهم وإدراك وتقريب ماهية وكيفية حركة الأجرام السماوية، فيتم تصورها بسهولة أكبر لدى العلماء والفلكيين. كما أنها تعد مجسمة من المجسمات وأداة يمكن من خلالها تمثيل شكل السماء بما تحتوي بشكل واضح ومادي كما يرونه في الواقع، وهي عبارة عن حلقات معدنية متحدة المركز تمثل الأجرام السماوية، بحيث يتم نمذجة السماء فيها بصورة أوضح.

## أنواع المحلقات
- النوع الأول: ذوات الحلق التوضيحية، والتي تحتوي على الكرة الأرضية في المركز ويحيطها حلقات دائرة البروج ودائرة خط الاستواء والمدارات بالإضافة إلى الدوائر القطبية بحيث يكون محورهم خط الاستواء. ولا يظهر في هذا النوع أيا من القمر أو الكواكب أو النجوم، ولكن الهدف الرئيسي منه هو إظهار حركة الأجرام السماوية حول الأرض بشكل نسبي.
- النوع الثاني: المحلقات الرصدية، والتي تتميز بحجمها الكبير وبعدم ظهور الكرة الأرضية في المنتصف أو في المركز كما في المحلقات التوضيحية. كما تحتوي أيضًا على أجهزة إبصار على هذه، بحيث يتم استخدامها لتحديد الإحداثيات وقيم مختلفة وجديدة أخرى.

بشكل عام يمكن إيجاد هذه المحلقات في المراصد الفلكية مثل مرصد مراغة ومرصد إسطنبول.

## الوصف والاستعمال

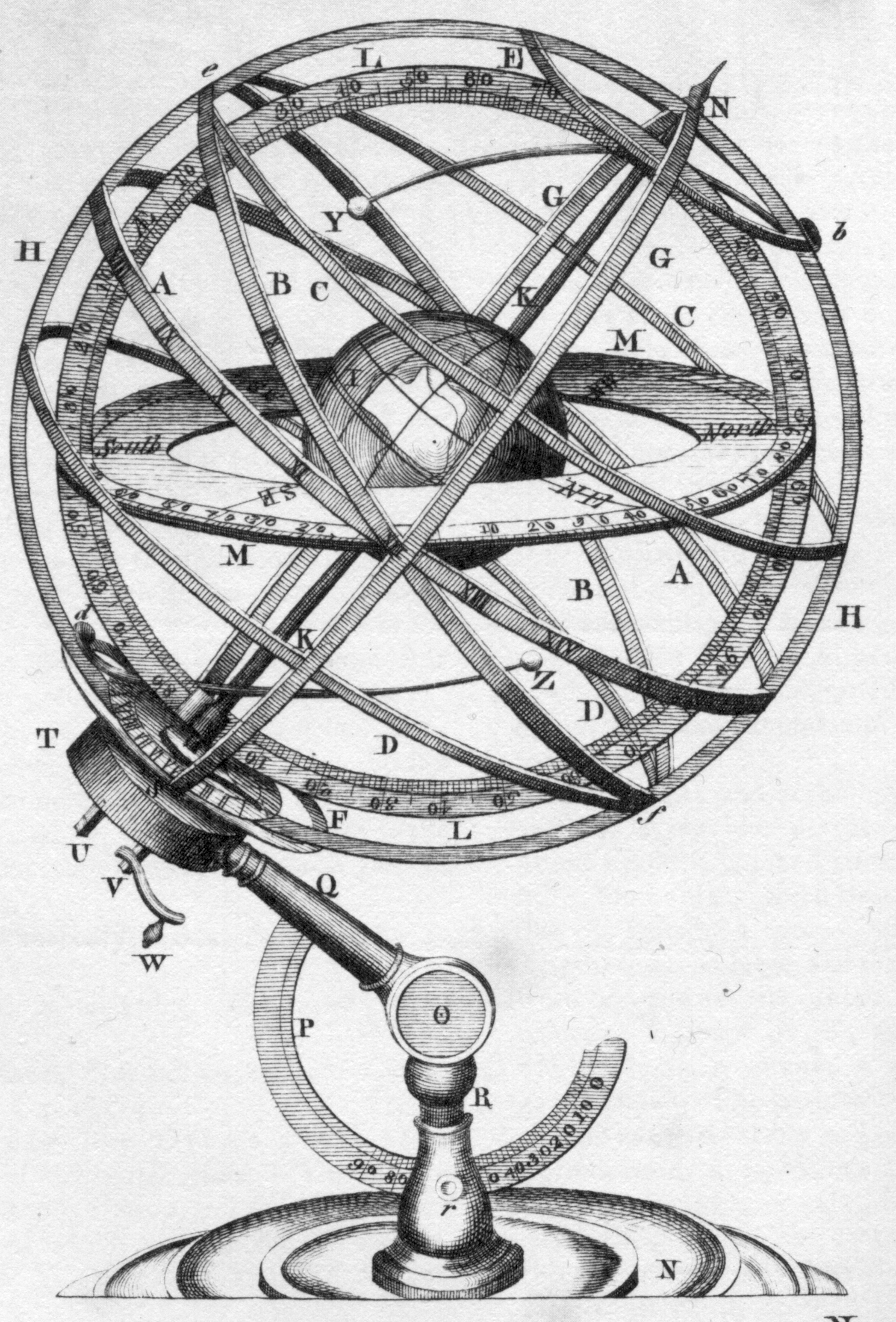
رسم توضيحي لذات الحلق

الأجزاء الخارجية من هذه الأداة هي عبارة عن مجموعة [أو إطار] من الحلقات النحاسية، التي تمثل الدوائر الرئيسية للسماء.
1. معدل النهار أو خط الاستواء السماوي A، يُقسَّم إلى 360 درجة (بدءًا من تقاطعه مع دائرة البروج في برج الحمل) لإظهار المطلع المستقيم للشمس بالدرجات؛ ويُقسَّم أيضًا إلى 24 ساعة لإظهار تغير المطلع المستقيم مع الوقت.
2. دائرة الكسوف أو دائرة البروج B، المُقسم إلى 12 علامة، وكل علامة إلى 30 درجة، وأيضًا إلى أشهر وأيام السنة؛ بهذه الطريقة، ترتبط كل درجة أو نقطة على دائرة البروج حيث توجد الشمس، في أي يوم معين، مع ذلك اليوم في دائرة الأشهر.
3. مدار السرطان السماوي C، يلمس دائرة البروج في بداية برج السرطان في النقطة e، ومدار الجدي D، الذي يلمس دائرة البروج في بداية برج الجدي في النقطة f؛ كل منهما على بعد 23.5 درجة من دائرة خط الاستواء السماوي.
4. الدائرة القطبية الشمالية السماوية E، والدائرة القطبية الجنوبية السماوية F، كل منهما على بعد 23.5 درجة من القطب الخاص بها في N وS.
5. سمت الاعتدال G، الذي يمر عبر القطبين الشمالي والجنوبي للسماء عند النقطتين N وS، وعبر نقاط خط الاستواء السماوي في برجي الحمل والميزان، على طول دائرة البروج.
6. سمت الانقلاب H، الذي يمر عبر قطبي السماء، ومن نقطتي الانقلاب في برج السرطان والجدي، على طول دائرة البروج. ينقسم كل ربع من سمت الاعتدال السابقة إلى 90 درجة، من خط الاعتدال السماوي حتى قطبي العالم، بهدف إظهار ميل الشمس والقمر والنجوم؛ في حين ينقسم كل ربع من دائرة سمت الانقلاب، من دائرة البروج في نقطتي e وf مثلًا، إلى قطبيه b وd، بهدف إظهار خط عرض النجوم.
7. على هذا المحور ، يتم تثبيت خط الزوال السماوي المسطح L L ، والذي قد يتم تعيينه مباشرة فوق خط الزوال لأي مكان على الكرة الأرضية ، وذلك للحفاظ على نفس خط الزوال عليه

توجد الصامولة b في القطب الشمالي لدائرة البروج، حيث يُثبت عليها أحد طرفي السلك الرباعي، وعلى الطرف الآخر شمس صغيرة Y، التي تدور حول دائرة البروج B-B، عن طريق تدوير الصامولة: ويوجد الدبوس d في القطب الجنوبي لدائرة البروج، حيث يُثبت عليه سلك رباعي آخر، يوجد عليه قمر صغير Z، والذي يمكن تحريكه يدويًا: ولكن هناك تدبير معين يجعل القمر يتحرك في مدار يقطع دائرة البروج بزاوية 5 درجات وثلث، نحو نقاط متقابلة تُسمى عقد القمر؛ وأيضًا لتحريك هذه النقاط للخلف في دائرة البروج، حيث تتحرك عقد القمر في السماء. 
داخل هذه الحلقات الدائرية يوجد كرة أرضية صغيرة I، مثبتة على المحور K، والذي يمتد من القطبين الشمالي والجنوبي للكرة عند n و s، إلى تلك الخاصة بالكرة السماوية عند N و S. على هذا المحور، تثبَّت خط الزوال المسطح L L، والذي يمكن وضعه مباشرة فوق خط الزوال لأي مكان على الكرة، وذلك للحفاظ على نفس خط الزوال عليه.

## معرض صور

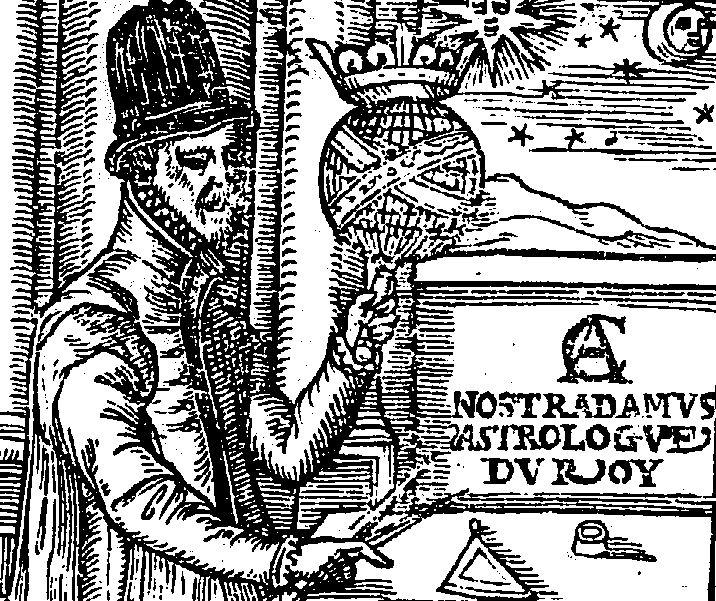
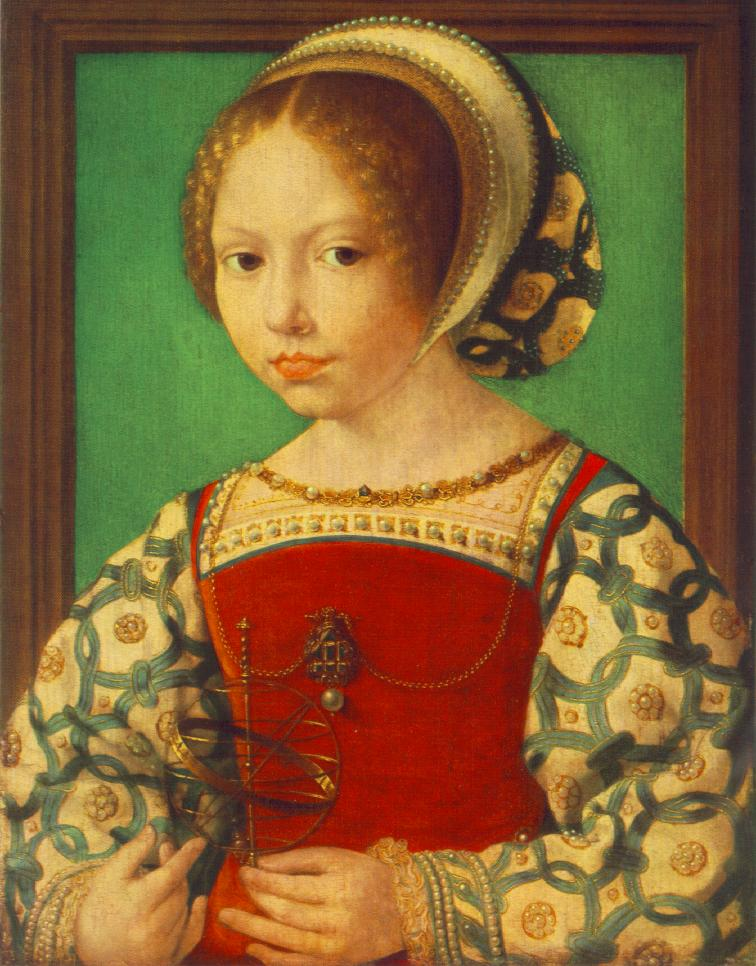
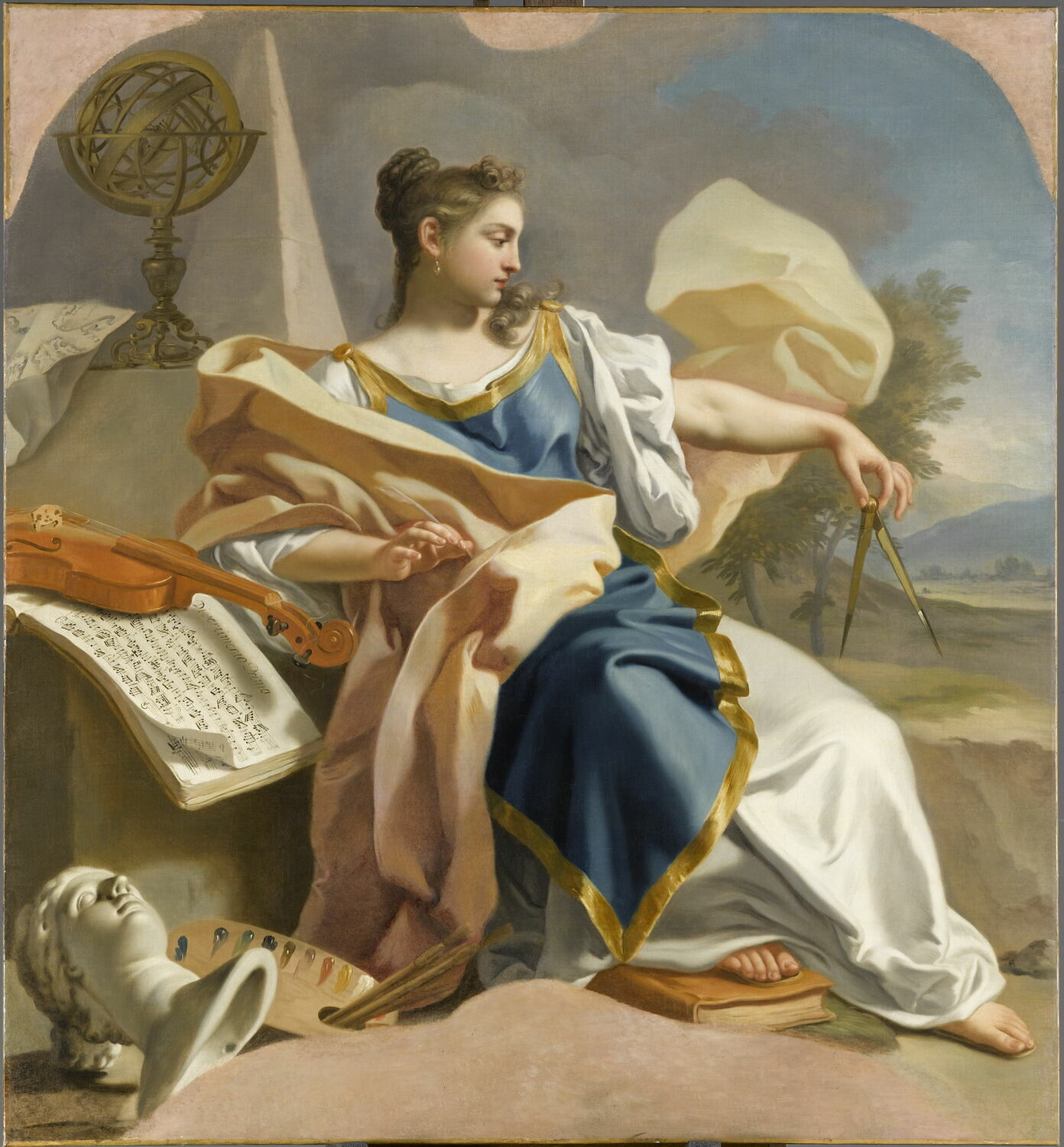
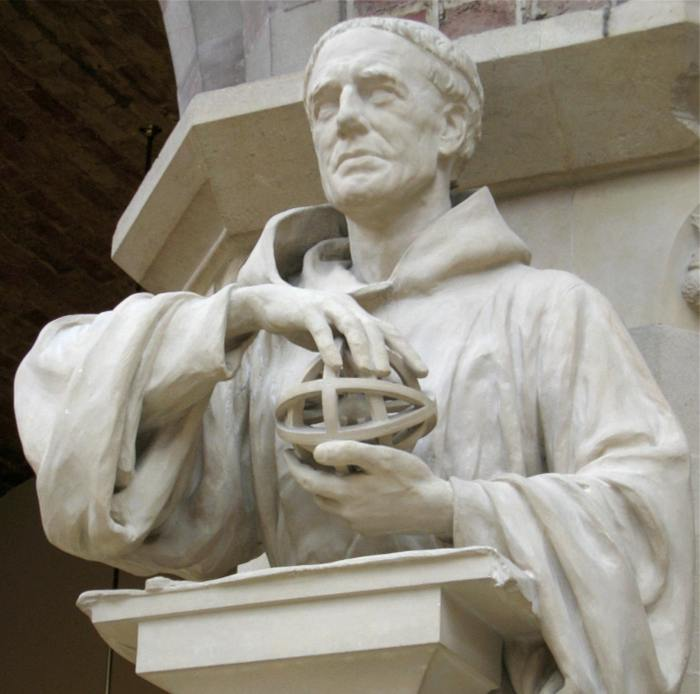

## اقرأ أيضًا
- عباس بن فرناس